# Pastizzu
Le pastizzu est un dessert corse. 
Le mot pastizzu signifie «pâte», «mélange». Provenant du village de Barchetta, Plus communément, cela désigne "Le" dessert puisque le mot provient de la même origine que pastizzeria (fr. pâtisserie).
C'est traditionnellement un dessert dominical considéré comme « un plat de pauvre », car à base de pain rassis. Il est composé également de lait, d'œufs et de sucre, le tout étant généralement aromatisé au zeste de citron (Bastia et Cap Corse) ou même à la vanille (moins traditionnel). Avec le fiadone, il est l'un des piliers de la gastronomie sucrée en Corse.
Plusieurs variantes de recettes existent et utilisent soit du pain rassis soit de la semoule de blé, voire les deux ingrédients mélangés. Le secret de sa réussite réside dans sa cuisson au bain-marie puis au four qui fait remonter le caramel dans les premiers centimètres du gâteau.